# Йенские романтики
Йенская школа — группа деятелей романтического движения, оформившаяся в 1796 году в университетском городе Йена: братья Август Вильгельм и Фридрих Шлегели, Людвиг Тик, Новалис. Они выпускали журнал «Атенеум», где формулировали собственную эстетическую программу. Деятельность йенской школы знаменовала собой первый этап в развитии немецкого романтизма.

## Теоретические идеи йенских романтиков
Наиболее значительная роль в создании теории романтического искусства принадлежала братьям Шлегелям. Они требовали полной свободы для художника. Вслед за Гердером Шлегели отстаивают идею исторического развития искусства, современную фазу которого они видят в романтизме.
«Романтическая поэзия есть прогрессивная универсальная поэзия», — пишет Фр. Шлегель. В своих берлинских и венских лекциях А.-В. Шлегель настаивает на преображающем действительность характере романтического искусства.
Принцип свободы, провозглашавшийся немецкими теоретиками романтизма, на практике означал неограниченное индивидуальное своеволие, а в искусстве — полнейший произвол творческой личности.

## Романтическая ирония
Одним из важных положений эстетики Фр. Шлегеля явилась теория романтической иронии. В противовес односторонней серьёзности просветительского мышления ирония вскрывала относительную ценность жизненных явлений. В иронии этого типа «все должно быть шуткой и все должно быть всерьёз». «Она вызывает в нас чувство невозможности и необходимости всей полноты высказывания», — писал Фр. Шлегель.
Вырастая из критического отношения к действительности, романтическая ирония на практике часто приводила к крайнему субъективизму, но утверждаемый ею принцип относительности существующих ценностей и понятий нёс в себе рациональное начало.
В своих философских исканиях йенцы обратились прежде всего к философии Канта и пришли к выводу, что познание прежде всего является самопознанием. Личность творит свой мир. Они оставили в стороне кантовскую «вещь в себе» и обратились к идеям Фихте. Абсолютное «я» Фихте йенцы трактовали как «я» отдельной личности, считая её беспредельно свободной. Йенские романтики утверждали первостепенное значение искусства в мироздании в целом, а центром этого мироздания личность художника, силой своего воображения создающего мир.
Вскоре после смерти Новалиса в 1801 году йенская группа распадается. На смену ей приходит гейдельбергская школа.